# Jonathan Rhys Meyers
Jonathan Rhys Meyers, właśc. Jonathan Michael Francis O’Keeffe (ur. 27 lipca 1977 w Dublinie) – irlandzki aktor, model i muzyk. Laureat Złotego Globu dla najlepszego aktora w miniserialu lub filmie telewizyjnym i nagrody Satelity za rolę Elvisa Presleya w biograficznym miniserialu CBS Elvis – Zanim został królem (Elvis, 2005). Odtwórca roli młodego króla Henryka VIII w serialu BBC/HBO Dynastia Tudorów (The Tudors, 2007–2010), za którą w 2008 otrzymał Irish Film & Television Awards i w latach 2008–2009 był dwukrotnie nominowany do Złotego Globu  dla najlepszego aktora w serialu dramatycznym.

## Życiorys

### Wczesne lata
Urodził się w Dublinie w rodzinie katolickiej jako najstarszy z czwórki synów Mary Geraldine „Geri” (z domu Myers; 1957–2007) i Johna O’Keeffe, muzyka folkowego. Gdy przyszedł na świat, miał duże problemy z sercem, a lekarze prognozowali, że długo nie pożyje. Tak więc bardzo szybko został ochrzczony. Kilka pierwszych miesięcy swojego życia spędził w szpitalu. Po jego narodzeniu rodzina przeprowadziła się do hrabstwa Cork, gdzie dorastał z trzema młodszymi braćmi: Jamiem, Paulem i Alanem. 
Gdy miał trzy lata, jego ojciec opuścił rodzinę. Jonathan i jego brat Alan dorastali pod opieką matki, podczas gdy pozostali dwaj bracia wychowali się u boku ojca. W wieku szesnastu lat został wyrzucony ze szkoły North Monastery Secondary School i na tym zakończył edukację.
Po wydaleniu z North Monastery za wagary, spędzał większość czasu pracując i spotykając się towarzysko w lokalnych klubach bilardowych. Agenci castingowi poszukujący irlandzkich chłopców do roli w filmie przygodowym Wojna guzików zauważyli go w klubie bilardowym Victoria Sporting Club w Corku i zaprosili na przesłuchanie. Chociaż nie dostał się do filmu, agenci castingowi zachęcili go do podjęcia kariery aktorskiej.

### Kariera
Zanim rozpoczynał karierę aktorską, przyjął panieńskie nazwisko matki – Meyers, ponieważ uważał, że jego prawdziwe nazwisko jest nudne. Zbuntowany, charyzmatyczny nastolatek granie w filmach traktował początkowo jako dobrą zabawę i przyjmował każdą propozycję, od reklamy zupy Knorr po epizody filmowe. Po raz pierwszy pojawił się na ekranie jako pierwszy młody mężczyzna w komediodramacie Nieważny człowiek (A Man of No Importance, 1994) z Albertem Finneyem. Następnie został obsadzony w roli 14–letniego Samsona w biblijnym filmie telewizyjnym Samson i Dalila (Samson and Delilah, 1996) i jako strzelec wyborowy/snajper antytraktatowej Irlandzkiej Armii Republikańskiej, który zabija tytułową postać Michaela Collinsa (w tej roli Liam Neeson) w biograficznym dramacie wojennym Neila Jordana Michael Collins (1996). Jego nonszalanckie podejście do zawodu spowodowało, że nie zrażał się niepowodzeniami na castingach, a sukcesy przyjmował spokojnie. W dramacie Zniknięcie Finbara (The Disappearance of Finbar, 1996) zagrał tytułowego młodego Irlandczyka, który pewnej nocy wyskoczył z wiaduktu autostradowego i słuch po nim zaginął. Uznanie przyniosła mu rola biseksualnego gwiazdora glam rocka Briana Slade’a, inspirowana Davidem Bowiem i wzorowana na Jobriathu, w dramacie muzycznym Todda Haynesa Idol (Velvet Goldmine, 1998), w którym wykonał dwie piosenki – „Tumbling Down” i „Baby’s on Fire”. W czarnej komedii Inna Beatrycze (B. Monkey, 1998) u boku Ruperta Everetta zagrał postać Bruno, drobnego złodziejaszka i przestępcy. W dramacie telewizyjnym BBC Towarzystwo (The Tribe, 1998) z Joely Richardson wystąpił w roli łotra Adama. W 1998 znalazł się na 34 miejscu na liście „100 najbardziej seksownych mężczyzn na świecie” wybrany przez magazyn „Cosmopolitan”.
Najczęściej obsadzany był w rolach charakterystycznych, ale niejednoznacznych, które niepokoją amoralnymi poglądami i raczej nie budzą sympatii. Julie Taymor powierzyła mu rolę sadystycznego gotyckiego księcia Chirona, jednego z synów Tamory (Jessica Lange) w surrealistycznym dramacie historycznym Tytus Andronikus (Titus, 1999) na podstawie tragedii Williama Shakespeare’a. Brał udział w przesłuchaniach do głównej roli szeregowego Ronalda Bozza w dramacie wojennym Kraina tygrysów (2000), którą ostatecznie zagrał Colin Farrell. W serialu BBC Gormenghast (2000) na motywach książki Mervyna Peake’a wystąpił w roli archetypowego makiawelicznego intryganta Steerpike Steerpike’a, niezwykle inteligentnego, bezwzględnego antagonisty, gotowego usprawiedliwić wszelkie środki, by osiągnąć swój cel. Był chłopakiem Lizzie (Christina Ricci) – Noahem w dramacie psychologicznym Erika Skjoldbjærga Pokolenie P (Prozac Nation, 2001). W komedii sportowej Gurinder Chadhy Podkręć jak Beckham (Bend It Like Beckham, 2002) zagrał oddanego trenera piłki nożnej dziewcząt. W dramacie kryminalnym Mike’a Hodgesa Odpoczniesz po śmierci (I’ll Sleep When I’m Dead, 2003) zagrał młodszego brata gangstera (Clive Owen), Daveya Grahama, który zostaje zgwałcony i zamordowany. W dramacie historycznym Vanity Fair. Targowisko próżności (Vanity Fair, 2004) z Reese Witherspoon wystąpił jako kapitan George Henry Osborne. W historycznym dramacie przygodowym Olivera Stone’a Aleksander (Alexander, 2004) otrzymał rolę obłudnego generała Cassandera. 
Woody Allen, obsadzając go w dramacie Wszystko gra (Match Point, 2005) z Scarlett Johansson, powierzył mu rolę wyrachowanego instruktora tenisa, który przez małżeństwo wchodzi do bogatej rodziny, a potem morduje kochankę, która staje mu na drodze do sukcesu. Pokonał 200 kandydatów do tytułowej kreacji 'króla rock and rolla’ w miniserialu biograficznym CBS Elvis – Zanim został królem (Elvis, 2005) i otrzymał Złoty Glob, nagrodę Satelity oraz nominację do nagrody Emmy. W dramacie muzycznym Cudowne dziecko (August Rush, 2007) zagrał ojca 11-letniego chłopca posiadającego niezwykły dar, słyszy wszędzie muzykę i wykonał piosenki: „Break”, „This Time”, „Something Inside” i „Moondance”.
Poza aktorstwem, Rhys Meyers pracował jako model dla kilku firm odzieżowych. W 2001 był modelem dla Club Monaco i został wybrany na twarz męskiej kolekcji Versace na jesień / zimę 2006 i wiosnę 2007, a także był twarzą męskiej linii zapachowej Hugo Boss od 2006, aż został zastąpiony przez Jareda Leto w 2011. Podpisał kontrakt z Independent Models w Londynie. Był na okładkach „Interview” (w grudniu 1998), „Attitude” (w styczniu 2005), „BlackBook” (w maju 2006), „Angeleno” (w kwietniu 2007), „GQ” (w edycji rosyjskiej we wrześniu 2007), „Details” (w grudniu 2007), „TV Guide” (w marcu 2008), „August” (w marcu 2009), „Marie Claire” (w edycji rumuńskiej w lutym 2013) i „W” (w marcu 2014).
W 2017 dołączył w piątym sezonie do serialu Wikingowie jako średniowieczny biskup Sherborne – Heahmund. W 2020 przyjął rolę Sir Jamesa Brooke’a w filmie przygodowym Rajah, którego inspiracją była książka Rudyarda Kiplinga Człowiek, który byłby królem.

## Życie prywatne
W 2016 ożenił się z Marą Lane. Mają syna Wolfa (ur. 15 grudnia 2016).

### Problemy z alkoholem
W 2005 przeszedł leczenie odwykowe. 18 listopada 2007 w Dublinie na lotnisku był aresztowany pod zarzutem zakłócania porządku publicznego pod wpływem alkoholu. W 2009 musiał zapłacić grzywnę i otrzymał roczny wyrok w zawieszeniu za groźby śmierci rzucane pod adresem policjantów na lotnisku we Francji. Na początku czerwca 2011 rozpoczął leczenie z uzależnienia w Afryce Południowej, to była jego piąta próba. 28 czerwca 2011 próbował popełnić samobójstwo. 9 września 2017 odurzony Rhys Meyers został wyrzucony z lotniska w Dublinie. W 2018 był nietrzeźwy podczas lotu samolotem, co doprowadziło do kłótni z żoną na międzynarodowym lotnisku w Los Angeles. W listopadzie 2020 Meyers rozbił swój samochód w Malibu w Kalifornii i został oskarżony o dwa przestępstwa związane z jazdą pod wpływem alkoholu.

## Filmografia
- Nieważny człowiek (A Man of No Importance, 1994) jako pierwszy młody mężczyzna
- The Killer Tongue (1996) jako Rudolph
- Zniknięcie Finbara (The Disappearance of Finbar, 1996) jako Finbar Flynn
- Michael Collins (1996) jako zabójca Collinsa
- Samson i Dalila (Samson and Delilah, TV, 1996) jako 14-letni Samson
- Towarzystwo (The Tribe, 1996) jako Adam
- Przywódca (The Maker, 1997) jako Josh Minnell
- Jak kłamać w Ameryce (Telling Lies in America, 1997) jako Kevin Boyle
- The Governess (1998) jako Henry Cavendish
- Idol (Velvet Goldmine, 1998) jako Brian Slade, alter ego Ziggiego Stardusta, czyli najsłynniejszego wcielenia Davida Bowiego
- Utracona niewinność seksualna (The Loss of Sexual Innocence, 1999) jako 16-letni Nic
- Inna Beatrycze (B. Monkey, 1999) jako Bruno
- Przejażdżka z diabłem (Ride with the Devil, 1999) jako Pitt Mackeson
- Tytus Andronikus (Titus, 1999) jako Chiron
- Gormenghast (2000) jako Steerpike
- Pokolenie P (Prozac Nation, 2002) jako Noah
- Uwikłani (Tangled, 2002) jako Alan Hammond
- Odzyskać spokój (Happy Now, 2002) jako Mark Wraith
- Wspaniałość Ambersonów (The Magnificent Ambersons, 2002) jako George Amberson Minafer
- Podkręć jak Beckham (Bend It Like Beckham, 2002) jako Joe
- Krzyżościan (The Tesseract, 2002) jako Sean
- Krwawa jazda (Octane, 2003) jako ojciec
- Odpoczniesz po śmierci (I’ll Sleep When I’m Dead, 2003) jako Davey Graham
- Żona Imperatora (The Emperor’s Wife, 2003) jako Chamberlain
- Lew w zimie (The Lion in Winter, 2003) jako Filip II August
- Vanity Fair. Targowisko próżności (Vanity Fair, 2004) jako George Osborne
- Aleksander (Alexander, 2004) jako Kassander
- Elvis – Zanim został królem (Elvis, miniserial, 2005) jako Elvis Presley
- Wszystko gra (Match Point, 2005) jako Christopher „Chris” Wilton
- Mission: Impossible III (2006) jako Declan
- August Rush (2006) jako Louis Connelly
- Dynastia Tudorów (The Tudors, 2007) jako król Henryk VIII
- Brontë (2007) jako Branwell Bronte
- Adina (2007) jako Jason
- Dzieci z Jedwabnego Szlaku (2008) jako George Hogg
- From Paris with love (2010) jako James Reese
- Inkarnacja (Shelter, 2010) jako David / Adam / Wesley
- Dary anioła: Miasto kości (2013) jako Valentine Morgenstern
- Dracula (2013) jako Drakula / Alexander Grayson / Vlad Tepes
- Stonewall (2015) jako Trevor
- London Town (2016) jako Joe Strummer
- Żołnierz doskonały (2017) jako Reese
- Czarny motyl (2017) jako Jack
- Damascus Cover (2017) jako Ari Ben-Sion / Hans Hoffmann
- Dwunasty człowiek (2017) jako Kurt Stage
- Wikingowie (2017–2019) jako biskup Heahmund
- The Aspern Papers (2018) jako Morton Vint